# ألونزو إم. كلارك
ألونزو إم. كلارك هو سياسي أمريكي، ولد في 13 أغسطس 1868 في Flint, Indiana ‏ في الولايات المتحدة، وتوفي في 12 أكتوبر 1952 في ثيرموبوليس في الولايات المتحدة. نشط حزبياً في الحزب الجمهوري. وقد انتخب حاكم وايومنغ ‏ (18 فبراير 1931 – 2 يناير 1933).